# The Arms of Orion
Singles de Prince
Partyman
(1989) Scandalous!
(1989)
Pistes de Batman
Electric Chair
(2) Partyman
(4)
The Arms of Orion est une chanson de Prince et le troisième single extrait de l'album Batman. La chanson a été écrite, composée et interprétée par Prince et Sheena Easton. Le single est sorti le 16 octobre 1989 et a été publié au format vinyle, cassette audio et disque compact.
La chanson s'est classée à la 36e position au Billboard Hot 100 le 16 décembre 1989 et à la 21e au Hot Adult Contemporary Tracks le 9 décembre 1989. Le single a aussi été classé à la 13e position aux Pays-Bas et à la 44e en Nouvelle-Zélande.

## Liste des titres
| A1. | The Arms of Orion        | Prince, Sheena Easton | 5:03 |
| B1. | I Love U In Me           | Prince                | 4:12 |
| B2. | The Arms of Orion (Edit) | Prince, Sheena Easton | 3:52 |